# Sven Erik Tessmar
Sven Erik Tessmar, född 16 augusti 1912 i Skövde, död 8 december 1977 i Bandhagen, var en svensk musiklärare, målare och grafiker.
Han var son till Ernst Johan Nilsson och Signe Beata Abrahamsson och från 1945 gift med Karin Maria Landgren. Vid sidan av sitt arbete som musiklärare var Tessmar verksam som autodidakt konstnär. Separat ställde han bland annat ut på Sturegalleriet i Stockholm och i Surahammar. Han medverkade i utställningen aspect som visades på Liljevalchs konsthall 1961 och i Liljevalchs Stockholmssalonger. Hans konst består av abstrakta naturskildringar med lavaströmmar och havsvågor utförda i olja, tusch och olika blandtekniker. Tessmar är representerad vid Institut Tessin med grafik.